# خداحافظ سولو
خداحافظ سولو (انگلیسی: Goodbye Solo) فیلمی در ژانر درام به کارگردانی رامین بحرانی است که در سال ۲۰۰۸ منتشر شد. از بازیگران آن می‌توان به رد وست اشاره کرد.

## خلاصه داستان
سولو، یک راننده تاکسی سنگالی، در تلاش است تا زندگی بهتری را برای خانواده جوان خود در وینستون-سالم، کارولینای شمالی فراهم کند. ویلیام، پیرمردی که یک عمر پشیمان شده، سولو را استخدام می‌کند تا او را به صخره بلوینگ ببرد، قله‌ای که در آن جریان‌های بالا باعث می‌شوند اجسامی که از آن رها می‌شوند به سمت بالا پرواز کنند. ویلیام برای بازگشت از صخره درخواست نمی‌کند و آشکارا افسرده‌است، بنابراین سولو فرض می‌کند که پیرمرد قصد خودکشی در آنجا دارد. سولو با ویلیام دوست می‌شود، به این امید که او را از پایان دادن به زندگی اش منصرف کند. او ویلیام را به همسرش و دخترخوانده‌اش الکس معرفی می‌کند، به این امید که شادی‌های زندگی را به پیرمرد القا کند.